# Genoa Cricket and Football Club II 1904-1905
Questa voce raccoglie le informazioni riguardanti il Genoa Cricket and Football Club II nelle competizioni ufficiali della stagione 1904-1905.

## Stagione
La seconda squadra del Genoa, dopo aver superato nelle eliminatorie liguri l'Andrea Doria II, terminò al terzo e ultimo posto il girone nazionale alle spalle dei campioni della Juventus II e del Milan II.

## Divise
La maglia per le partite casalinghe presentava i colori attuali (anche se la dicitura ufficiale era rosso granato e blu) ma a differenza di oggi il blu era posizionato a destra.
La seconda maglia era la classica maglia bianca con le due strisce orizzontali rosso-blu sormontate dallo stemma cittadino.

## Organigramma societario
Area direttiva
- Presidente: Edoardo Pasteur

Area tecnica
- Allenatore:
- Commissione tecnica: Étienne Bugnion e James Spensley

## Rosa
| N. |                   | Ruolo | Calciatore                   |
| -- | ----------------- | ----- | ---------------------------- |
|    | Italia (bandiera) | P     | Pietro Zucchinetti           |
|    | Italia (bandiera) | D     | Giuseppe Castruccio          |
|    | Italia (bandiera) | D     | Aleyandro Cevasco (capitano) |
|    | Italia (bandiera) | C     | Giovanni Balbi di Robecco    |
|    | Italia (bandiera) | C     | Luigi Ferraris               |
|    | Italia (bandiera) | C     | Gino Gibelli                 |

| N. |                        | Ruolo | Calciatore         |
| -- | ---------------------- | ----- | ------------------ |
|    | Regno Unito (bandiera) | C     | Valentin Gromadzki |
|    | Italia (bandiera)      | A     | Giacomo Marassi    |
|    | Italia (bandiera)      | A     | Emanuele Queirolo  |
|    | Italia (bandiera)      |       | Ido Cassanello     |
|    | Italia (bandiera)      |       | Aldo Ratto         |

## Calciomercato
| Acquisti | Acquisti | Acquisti | Acquisti |
| R.       | Nome     | da       | Modalità |
| -------- | -------- | -------- | -------- |

| Cessioni | Cessioni                  | Cessioni | Cessioni   |
| R.       | Nome                      | a        | Modalità   |
| -------- | ------------------------- | -------- | ---------- |
| P        | Pietro Zucchinetti        | Genoa    | definitivo |
| D        | Kurt Lies                 | Genoa    | definitivo |
| D        | Emilio Storace            | Genoa    | definitivo |
| C        | Giovanni Balbi di Robecco | Genoa    | definitivo |
| C        | Giovanni Foffani          | Genoa    | definitivo |
| C        | Gino Gibelli              | Genoa    | definitivo |
| C        | Luigi Pollak              | Genoa    | definitivo |
| A        | José de Rodrigues Martins | Genoa    | definitivo |

## Risultati

### Seconda Categoria

#### Eliminatoria ligure
| Genova 12 febbraio 1905 Andata        | Genoa II  | 1 – 1 | Andrea Doria II | Campo Sportivo di Ponte Carrega |
| \| \| \| \| \| ? \| Marcatori \| ? \| |           |       |                 |                                 |
|                                       |           |       |                 |                                 |
| ?                                     | Marcatori | ?     |                 |                                 |

| Arbitro: | Pasteur (Genova) |

|  |           |                                  |
|  | Marcatori | Marassi Ratto Balbi di Robecco ? |

#### Girone Finale
| Arbitro: | Malvano (Torino) |

|   |           |   |
| ? | Marcatori | ? |

| Genova 19 marzo 1905 Girone Finale - 3ª partita | Genoa II  | 0 – 2 | Juventus II | Campo Sportivo di Ponte Carrega |
| \| \| \| \| \| \| Marcatori \| ? \|             |           |       |             |                                 |
|                                                 |           |       |             |                                 |
|                                                 | Marcatori | ?     |             |                                 |

| Arbitro: | Pasteur (Genova) |

|   |           |   |
| ? | Marcatori | ? |

| Torino 9 aprile 1905 Girone Finale - 6ª partita | Juventus II | 2 – 0 (tav.) | Genoa II | Velodromo Umberto I |

## Statistiche

### Statistiche di squadra
| Competizione      | Punti | In casa | In casa | In casa | In casa | In casa | In casa | In trasferta | In trasferta | In trasferta | In trasferta | In trasferta | In trasferta | Totale | Totale | Totale | Totale | Totale | Totale | DR |
| Competizione      | Punti | G       | V       | N       | P       | Gf      | Gs      | G            | V            | N            | P            | Gf           | Gs           | G      | V      | N      | P      | Gf     | Gs     | DR |
| ----------------- | ----- | ------- | ------- | ------- | ------- | ------- | ------- | ------------ | ------------ | ------------ | ------------ | ------------ | ------------ | ------ | ------ | ------ | ------ | ------ | ------ | -- |
| Seconda Categoria | 4     | 3       | 0       | 2       | 1       | 2       | 4       | 3            | 1            | 0            | 2            | 6            | 6            | 6      | 1      | 2      | 3      | 8      | 10     | -2 |

### Statistiche dei giocatori
| Giocatore           | Seconda Categoria | Seconda Categoria |
| Giocatore           | Presenze          | Reti              |
| ------------------- | ----------------- | ----------------- |
| G. Balbi di Robecco | 5                 | 1                 |
| G. Castruccio       | 5                 | 0                 |
| A. Cevasco          | 5                 | 0                 |
| L. Ferraris         | 5                 | 0                 |
| G. Gibelli          | 5                 | 0                 |
| V. Gromadzki        | 5                 | 0                 |
| G. Marassi          | 5                 | 1                 |
| A. Ratto            | 5                 | 1                 |
| P. Zucchinetti      | 5                 | -8                |